# 6804-es mellékút (Magyarország)
A 6804-es számú mellékút egy közel 33 kilométer hosszú, négy számjegyű mellékút Somogy vármegye és Zala vármegye határvidékén; Nagykanizsa és a horvát határ mellett fekvő Gyékényes között teremt közvetlen összeköttetést.

## Nyomvonala
A 7-es főút 209+300-as kilométerszelvényénél lévő körforgalomból ágazik ki, Nagykanizsa központjától nyugatra, Kiskanizsa városrésztől északkeletre, külterületen; ugyanebből a körforgalomból ágazik ki északnak a 74-es főút, Zalaegerszeg-Vasvár irányába. Dél felé indul, nagyjából 1,1 kilométer után lép a város lakott területeire, ott a Kemping utca nevet veszi fel. 1,6 kilométer után keletnek fordul, Vár utca néven, így keresztezi a MÁV 17-es számú Szombathely–Nagykanizsa-vasútvonalát. A folytatása Király utca, majd 2,7 kilométer után egy újabb körforgalomba ér, azt elhagyva kicsit délebbi irányba folytatódik, Zrínyi Miklós utca néven. A 3+150-es kilométerszelvényénél délnek fordul, az Ady Endre utca nevet felvéve. 3,6 kilométer után újabb elágazáshoz ér: a déli irányt innen a 68 354-es  viszi tovább, Nagykanizsa vasútállomás felé, a 6804-es út pedig keleti irányt vesz, Szemere utca néven.
A 4. kilométerénél délnyugatnak fordul, Csengery utca néven, és néhány lépés után keresztezi a Budapest–Murakeresztúr-vasútvonalat is. Az ötödik kilométere térségében elhalad a nagyállomás keleti széle mellett, a folytatásban Ligetváros városrészben halad, majd a 7. kilométere után teljesen kilép onnét. 7,6 kilométer után a Nagykanizsához tartozó Miklósfa lakott területét éri el, itt annak nyugati szélén húzódik el Miklósfai utca néven, 9,1 kilométer után pedig kilép a házak közül. 10,2 kilométer után Mórichegy külterületi településrész mellett halad el, 11,9 kilométer után pedig egy elágazáshoz ér: kelet felé innen a 68 152-es út indul Liszó községbe, nyugat felé pedig egy alsóbbrendű bekötőút a Miklósfai-halastavak felé.
13,5 kilométer után lép be az út Surd határai közé, majd 17,6 kilométer után éri el a belterület északi szélét, ahol Kanizsai utca a neve. 18,3 kilométer után kiágazik belőle kelet felé a 4,6 kilométer hosszú 68 153-as út, Nemespátróra (ahonnan az, önkormányzati útként még tovább folytatódik Porrogszentpálig). Innen dél felé a Kossuth Lajos utca nevet veszi fel, és egyben kicsit nyugatabbi irányt vesz. 19,4 kilométer után elhagyja a települést; 20,3 kilométer után kiágazik belőle nyugat-északnyugat felé a 3,7 kilométer hosszú 68 154-es út, Belezna felé; 20,7 kilométer után pedig beletorkollik a 6813-as út, 10,6 kilométer megtétele után.
A 22. kilométerénél lépi át az út Zákányfalu határát (itt lép át Somogy vármegyébe); 22,7 kilométer körül éri el a lakott területet, majd ott rögtön kiágazik belőle nyugati irányban a 6,6 kilométer hosszú 68 118-as út, Őrtilosra, és a településen keresztül a gyékényesi vasútvonal Őrtilos vasútállomására. A község belterületén Szabadság utca a neve; 25,1 kilométer után már Zákány határvonalát kíséri, a 26. kilométerénél pedig teljesen annak területére lép. A két falu belterületei majdnem összenőttek, nem feltűnő, hogy mikor hagyja el az utazó az egyik község határát és hol lép át a másikba.
Zákányban az út a Május 1. utca nevet viseli, itt előbb délkeleti, majd egyre inkább keleti irányba fordul, közben – 26,4 kilométer után – elhalad Zákány megállóhely közelében (a megállót csak önkormányzati utak közelítik meg). 27,7 kilométer elérése előtt ágazik ki belőle dél felé az alig 200 méter hosszú 68 317-es út, ez (az amúgy zákányi területen fekvő) Gyékényes vasútállomásra vezet. A 28. kilométerénél az út eléri Gyékényes határvonalát, azt kísérve halad egy elágazásig, ahol, 28,8 kilométer után dél felé fordul. Még itt is a határt követve, a 29. kilométere után keresztezi a 41-es számú Dombóvár–Gyékényes-vasútvonalat, majd teljesen gyékényesi területre ér. Utolsó kilométerein a helyi kavicsbánya-tó nyugati, majd déli partjait kísérve halad, Petőfi utca néven; a község központi részeit a 32. kilométere táján éri el. Ott ér véget, egy kereszteződésben, ahova északról a 6808-as út is becsatlakozik és véget ér; közös folytatásuk a község délkeleti részei felé már csai önkormányzati útként húzódik.
Teljes hossza, az országos közutak térképes nyilvántartását szolgáló kira.gov.hu adatbázisa szerint 32,876 kilométer.

## Települések az út mentén
- Nagykanizsa
- Miklósfa
- Surd
- Zákányfalu
- Zákány
- Gyékényes

## Története
1934-ben a kereskedelem- és közlekedésügyi miniszter 70 846/1934. számú rendelete a Nagykanizsa és Zákány közti szakaszát harmadrendű főúttá nyilvánította, 649-es számozással. Az akkori nyomvonal csak annyiban különbözött a jelenlegitől, hogy nagykanizsai kezdőpontja még a belvárosban volt.